# قلعه‌نو (فریمان)
قلعه‌نو یا قلعه‌نو فریمان روستایی در دهستان فریمان بخش مرکزی شهرستان فریمان استان خراسان رضوی ایران است.

## موقعیت جغرافیایی
این روستا ازتوابع دهستان فریمان می‌باشد که مرکزیت آن شهرفریمان است. موقعیت این روستا به لحاظ جغرافیایی درشرق شهر فریمان حدوداً بافاصله ۱۲ کیلومتری ازآن قراردارد که با جاده آسفالته به این شهر متصل است. وجود جاده اصلی فریمان-تربت‌جام که یکی از جاده‌های اصلی وترانزیتی کشورمحصوب می‌شودارتباط نزدیک آن با شهر موجب شده‌است که به لحاظ ارتباطی وخدمات کلیدی از شهر را دارا می‌باشد ولی نحوه قرارگیری آن وعدم ارتباط بادیگر روستاهای اطراف باعث شده‌است که آنچه امکانات وخدمات دارد مربوط به خود روستا باشد وکمتر خدمات دهی نماید.

## جمعیت
بر پایه سرشماری عمومی نفوس و مسکن در سال ۱۳۹۵ جمعیت این روستا ۳٬۷۲۲ نفر (۱٬۰۵۳خانوار) بوده‌است.